# Gross Anatomy
Pour plus de détails, voir Fiche technique et Distribution.
Gross Anatomy est un film américain réalisé par Thom Eberhardt, en 1989.

## Synopsis
Un groupe d'étudiants entre en fac de médecine.
Parmi eux, Joe Slovak, un garçon doué mais prétentieux, un peu trop sûr de lui et manquant singulièrement d'empathie.
Un de ses professeurs va tenter de lui inculquer tous les aspects de la médecine, y compris la douleur et la culpabilité, afin qu'il soit digne d'être un vrai médecin.

## Fiche technique
- Titre original : Gross Anatomy
- Réalisation : Thom Eberhardt
- Scénario : Ron Nyswaner et Mark Spragg
- Producteurs : Debra Hill et Howard Rosenman (en)
- Musique : David Newman
- Photographie : William A. Fraker
- Montage : Stephen A. Rotter, William S. Scharf et Joseph Gutowski
- Recettes : 20 047 604 $
- Société de production : Touchstone Pictures, Interscope Communications, Silver Screen Partners IV
- Société de distribution : Buena Vista Pictures
- Pays de production :  États-Unis
- Langue : Anglais
- Formats : 1.85 : 1 | Couleur Technicolor | 35 mm
- Son : Dolby Stereo
- Genre : Comédie
- Durée : 109 minutes
- Date de sortie : États-Unis : 20 octobre 1989

## Distribution
- Matthew Modine (VQ : Carl Béchard) : Joe Slovak
- Daphne Zuniga (VQ : Anne Bédard) : Laurie Rorbach
- Christine Lahti (VQ : Élizabeth Lesieur) : Dr. Rachel Woodruff
- Todd Field (VQ : Gilbert Lachance) : David Schreiner
- John Scott Clough (VQ : Pierre Auger) : Miles Reed
- Alice Carter (VQ : Valérie Gagné) : Kim McCauley
- Robert Desiderio (VQ : Jean-Luc Montminy) : Dr. Banks
- Zakes Mokae (VQ : Luc Durand) : Dr. Banumbra
- Ryan Cash : Frankie Slovak
- Max Perlich : Ethan Cleaver
- Gordon Clapp : Doctor
- Steven Culp (VQ : Daniel Lesourd) : Jerry Fanning Forrester
- Clyde Kusatsu : Interviewing Professor